# A Dog's Love
Pour plus de détails, voir Fiche technique et Distribution.
A Dog's Love est un film muet américain réalisé par Jack Harvey, sorti en 1914.

## Fiche technique
- Titre original : A Dog's Love
- Réalisation : Jack Harvey
- Société de production : Thanhouser Company
- Pays de production :  États-Unis
- Langue : anglais
- Format : Noir et blanc
- Genre : Film fantastique
- Durée : 11 minutes
- Date de sortie : 
  - États-Unis : 4 octobre 1914

## Distribution
- Shep the Dog : Shep the Dog
- Helen Badgley : la petite Helen
- Arthur Bauer : père d'Helen
- Ethyle Cooke : mère d'Helen
- Fannie Bourke : une visiteuse